# Tesoro di Eberswalde

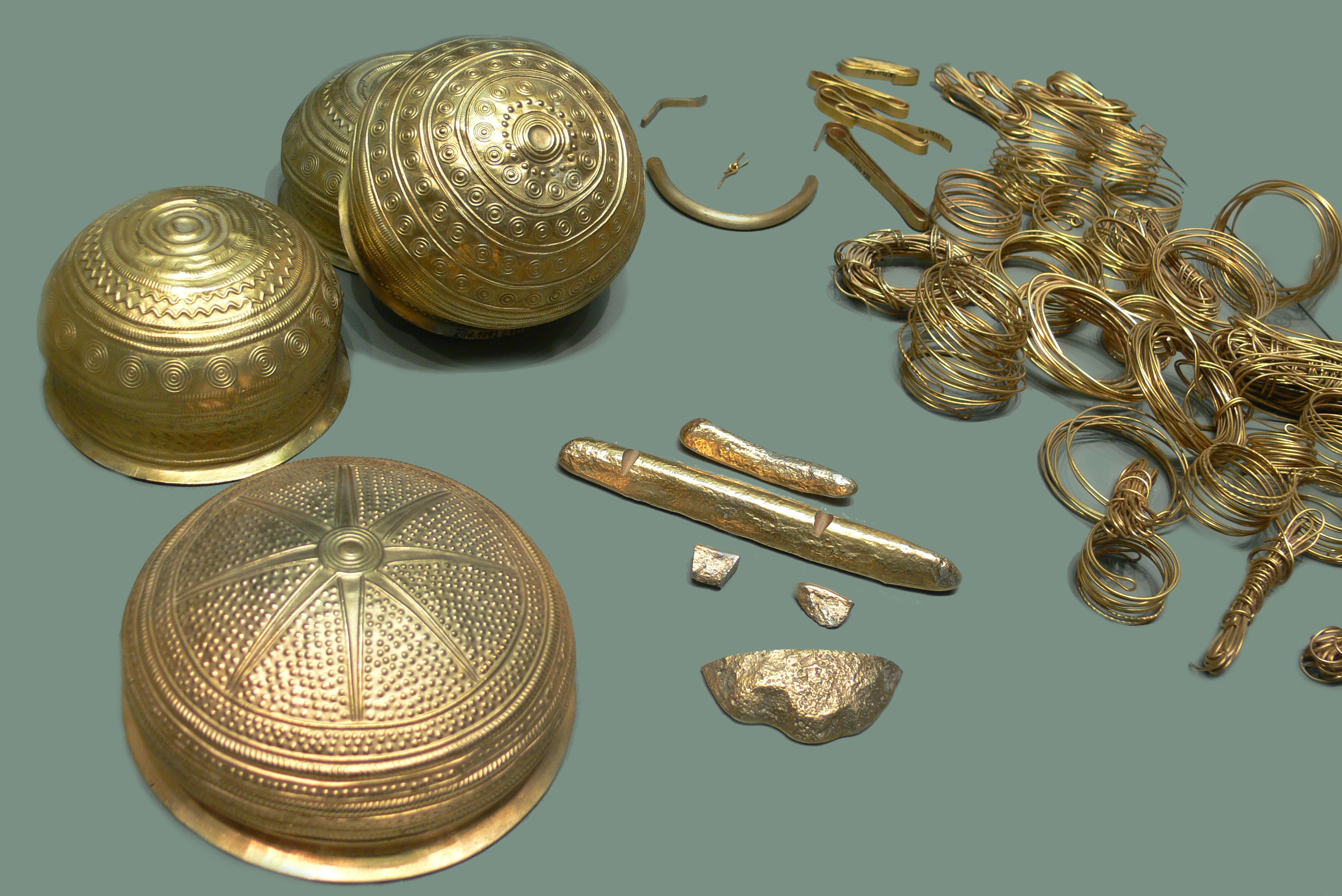
Oggetti dal Tesoro di Eberswalde (Replica; Museum für Vor- und Frühgeschichte, Berlino)

Con il nome Tesoro di Eberswalde è indicato il più vasto complesso di oggetti preistorici ritrovati in Germania. Il materiale, scoperto nel 1913 presso Eberswalde-Finow, è datato tra il X e il VII secolo avanti Cristo e consisteva in ben 81 oggetti tra cui otto coppe d'oro, lingotti e varie spirali in filo d'oro.
Il tesoro era conservato presso il Museum für Vor- und Frühgeschichte di Berlino ed è stato preso dall'Armata rossa durante la seconda guerra mondiale.

## Scoperta
Il tesoro fu scoperto il 16 maggio 1913 ad un metro di profondità durante gli scavi per la costruzione delle fondamenta di una fabbrica di ottone. Il supervisore agli scavi avvisò Carl Schuchhardt, il direttore del Dipartimento di Preistoria del Museo Reale di Berlino, che riuscì ad acquisire il tesoro per la collezione museale.

## Storia recente
Alla fine della seconda guerra mondiale il tesoro di Eberswalde scomparve dal museo di Berlino assieme al cosiddetto tesoro di Priamo. Si sospettò che l'Armata rossa avesse sottratto entrambi i tesori, ma il governo sovietico respinse per decenni questa accusa. Nel 2004, un giornalista della rivista tedesca Der Spiegel lo trovò in un deposito segreto all'interno del Museo Pushkin di Mosca. La Germania ha richiesto la restituzione dei materiali e la questione ha causato tensioni tra i governi tedesco e russo. Nel giugno del 2013 gli 81 pezzi del tesoro sono stati esposti all'Hermitage nella mostra L'età del bronzo: l'Europa senza frontiere.